# Veddige
Veddige – miejscowość (tätort) w Szwecji, w regionie administracyjnym (län) Halland (gmina Varberg).
Miejscowość położona jest w dolinie rzeki Viskan, w prowincji historycznej (landskap) Halland, ok. 20 km na północ od Varberg. Przez Veddige przebiega droga krajowa nr 41 (Riksväg 41; Varberg – Borås) oraz linia kolejowa Viskadalsbanan (Varberg – Borås).
W 2010 Veddige liczyło 2045 mieszkańców.